# Sirius Computer Victor 9000
Sirius Computer Victor 9000 (Victor 9000 / Sirius 1) је био професионални рачунар фирме Sirius Computer који је почео да се производи у САД од 1982. године.
Користио је Intel 8088 као микропроцесор. РАМ меморија рачунара је имала капацитет од 128 kb (до 896 kb). 
Као оперативни систем кориштен је CP/M 86, MS-DOS.

## Детаљни подаци
Детаљнији подаци о рачунару Victor 9000 су дати у табели испод.
|                       | |
| 9000                  | |
| Произвођач            | |
| Тип                   | професионални рачунар                                                                                                 |
| Меморија              | 128 (до 896 ) |
| Поријекло             | Сједињене Америчке Државе                                                                                             |
| Година                | 1982 |
| Тастатура             | тастатура са пуним помаком тастера са функцијским тастерима, едит тастери и одвојена нумеричка тастатура. 94 тастера. |
| Процесор              | 8088 |
| Фреквенција процесора | 4 |
| RAM                   | 128 (до 896 ) |
| ROM                   | 16 |
| Текст                 | 80 x 25, 132 x 50 (матрица 9 x 12 или 10 x 16)                                                                        |
| Графика               | 800 x 400 тачака |
| Боја                  | монохроматски |
| Звук                  | уграђени звучник |
| Димензије             | 38 (ширина) x 33 (дубина) x 18 (висина) cm. Тежина: 14 (са два флопи уређаја)                                           |
| Портови               | |
| Оперативни систем     | |